# Cornelie Richter

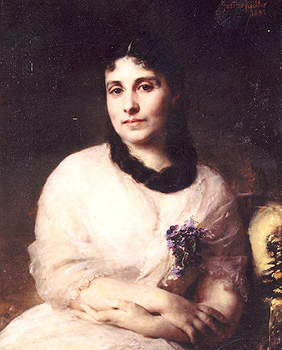
Cornelie Richter. Gemälde von Gustav Richter

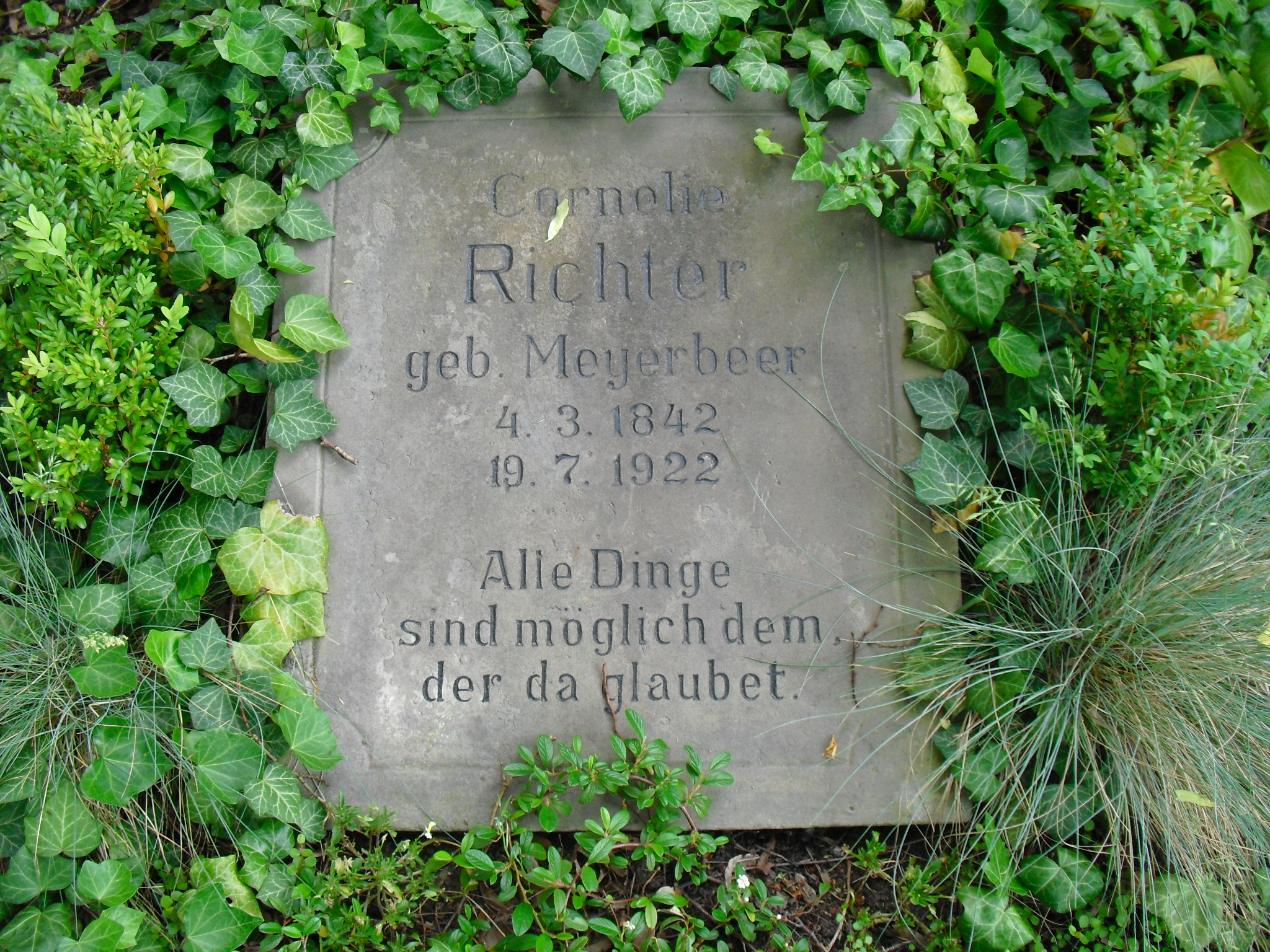
Grabstein für Cornelie Richter auf dem Alten St.-Matthäus-Kirchhof Berlin

Cornelie Richter (* 4. März 1842 in Berlin; † 19. Juli 1922 ebenda) war eine Berliner Salonnière und Gattin des Malers Gustav Richter.

## Leben
Die jüngste Tochter von fünf Kindern des Komponisten Giacomo Meyerbeer (1791–1864) und seiner Frau Minna, geb. Mosson (1804–1886), wuchs in Berlin auf. Cornelie Meyerbeer ließ sich als 16-Jährige in der Berliner Nikolaikirche taufen und kurz danach konfirmieren. Sie heiratete 1866 den 19 Jahre älteren Maler Gustav Richter. Seither spielte sie in den Jahrzehnten bis zum Ersten Weltkrieg eine immer wichtigere gesellschaftliche Rolle im Berlin der Gründerzeit und der Belle Époque.
Ab etwa 1890 führte sie, bereits früh verwitwet, einen regelrechten Salon, in dem vor allem Künstler und Kunstfreunde verkehrten, aber auch zahlreiche Literaten der aufkommenden Moderne, unter ihnen Hugo von Hofmannsthal. „Innig befreundet“ mit der gleichaltrigen Marie von Schleinitz, stand sie mit Axel von Varnbüler und Harry Graf Kessler in engem Kontakt.
Cornelie Richter starb 1922 in ihrem Haus in der Hohenzollernstraße 9 (heute Nr. 8a) in Wannsee. Das Haus wurde in den 70er Jahren abgerissen.

## Urteil
Marie von Bunsen urteilte über Cornelie Richter in ihren Mémoiren:

„Mehr als alle anderen Damen jüdischer Herkunft, die sich eine gesellschaftliche Stellung bei uns erwarben, hat man sie ins Herz geschlossen. Man hat sie geliebt. Sie war sanft, warmherzig und weiblich, sie sprach nicht viel, war nicht bedeutend, doch hatte sie instinktmäßiges Verständnis für Menschen.“

## Bekannte Habitués

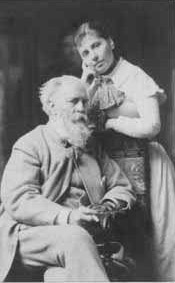
Gustav und Cornelie Richter im Salon des Malers. Um 1880

| - Franz von Arenberg - George Bancroft - Reinhold Begas - Wilhelm von Bode - Bernhard von Bülow - Daniela von Bülow - Hans von Bülow - Marie von Bunsen - Ernst Dohm - Eleonora Duse - Philipp zu Eulenburg - Elisabeth Förster-Nietzsche - Heinrich Grünfeld - Ferdinand von Harrach - Anna von Helmholtz | - Hermann von Helmholtz - Albert Hertel - Ferdinand Hiller - Hugo von Hofmannsthal - Alexander von Hoyos - Ernst von Ihne - Joseph Joachim - Alexander Carathéodory Pascha - Harry Graf Kessler - Hermann von Keyserling - Theodor Kirchner - Ludwig Knaus - Botho von dem Knesebeck - Friedrich Kraus - Lilli Lehmann | - Ernst von Leyden - Karl Max von Lichnowsky - Wilhelm Lübke - Adolph Menzel - Paul Friedrich Meyerheim - Ottmar von Mohl - Kuno von Moltke - Helene von Nostitz-Wallwitz - Hedwig von Olfers - Marie von Olfers - Maximiliane von Oriola - Waldemar von Oriola - Ludwig Passini - Joseph Maria von Radowitz - Marie von Radziwiłł | - Walther Rathenau - Max Reinhardt - Walter Robert-tornow - Anton Rubinstein - Marie von Schleinitz - Götz von Seckendorff - Hildegard von Spitzemberg - Adolf Stahr - Bayard Taylor - Hugo von Tschudi - Axel von Varnbüler - Henry van de Velde - Cosima Wagner |

## Familie
Cornelie Meyerbeer und Gustav Richter heirateten 1866 und hatten vier Söhne:
- Gustav Giacomo Richter (1869–1943; Maler)
- Raoul Michael Richter (1871–1912; Philosoph)
- Reinhold Richter (1872–1947)
- Hans Richter (1876–1955; Jurist)